# UFC Fight Night: Makhachev vs. Green
UFC Fight Night: Makhachev vs. Green（ユーエフシー・ファイトナイト：マカチェフ・バーサス・グリーン、UFC Fight Night 202、UFC on ESPN+ 60）は、アメリカ合衆国の総合格闘技団体「UFC」の大会の一つ。2022年2月26日、ネバダ州ラスベガスのUFC APEXで開催された。

## 大会概要
本大会はイスラム・マカチェフとボビー・グリーンのライト級戦が組まれた。

## 試合結果

### プレリミナリーカード
第1試合 フライ級 5分3R
○  カルロス・ヘルナンデス vs.  ビクトル・アルタミラノ ×
3R終了 判定2-1（28-29、30-27、29-28）
第2試合 ウェルター級 5分3R
○  ラミズ・ブラヒマイ vs.  マイケル・ギルモア ×
1R 2:02 リアネイキドチョーク
第3試合 フェザー級 5分3R
○  ジョナサン・マルチネス vs.  アレハンドロ・ペレス ×
3R終了 判定3-0（29-28、29-28、30-27）
第4試合 ライト級 5分3R
○  テランス・マッキニー vs.  ファレス・ジアム ×
1R 2:11 リアネイキドチョーク
第5試合 女子フェザー級 5分3R
○  ジョジアニ・ヌネス vs.  ラモーナ・パスクアル ×
3R終了 判定3-0（30-27、30-27、30-26）
第6試合 160ポンド契約 5分3R
○  イグナシオ・バハモンデス vs.  ロン・チュー ×
3R 1:40 ブラボーチョーク
※チューの体重超過によりライト級から変更。

### メインカード
第7試合 ミドル級 5分3R
○  アルメン・ペトロシアン vs.  グレゴリー・ホドリゲス ×
3R終了 判定2-1（29-28、28-29、30-27）
第8試合 ライト級 5分3R
○  アルマン・ツァルキヤン vs.  ヨエル・アルバレス ×
2R 1:57 TKO（パウンド）
第9試合 女子フライ級 5分3R
○  プリシラ・カショエイラ vs.  キム・ジヨン ×
3R終了 判定3-0（29-28、29-28、29-28）
第10試合 ミドル級 5分3R
○  ウェリントン・トゥルマン vs.  ミシャ・サークノフ ×
2R 1:29 腕ひしぎ十字固め
第11試合 160ポンド契約 5分5R
○  イスラム・マカチェフ vs.  ボビー・グリーン ×
1R 3:23 TKO（パウンド）

### 各賞
ファイト・オブ・ザ・ナイト：プリシラ・カショエイラ vs. キム・ジヨン
パフォーマンス・オブ・ザ・ナイト：アルマン・ツァルキヤン、ウェリントン・トゥルマン
各選手にはボーナスとして5万ドルが授与された。

### カード変更
負傷などによるカードの変更は以下の通り。